# Ghiacciaio Gray
Il ghiacciaio Gray è un ghiacciaio tributario lungo circa 11 km situato nella regione meridionale della Terra di Oates, nell'Antartide orientale. Il ghiacciaio, il cui punto più alto si trova a quasi 1800 m s.l.m., si trova nella dorsale Cobham, nell'entroterra della costa di Shackleton e fluisce in direzione sud-est scorrendo tra la cresta Tarakanov e la cresta Gargoyle fino a unire il proprio flusso a quello del ghiacciaio Nimrod.

## Storia
Il ghiacciaio Gray è stato così battezzato dai membri della squadra della spedizione di ricognizione antartica neozelandese svolta nel periodo 1964-65 deputata all'esplorazione di quest'area in onore di M. Gray, un ufficiale radio di stanza alla base di ricerca Scott nel 1965.